# Alaurina alba
Alaurina alba är en plattmaskart som beskrevs av Carl Graf Attems 1897. Alaurina alba ingår i släktet Alaurina, och familjen Microstomidae. Arten är reproducerande i Sverige.